# Jacobyana bezdeki
Jacobyana bezdeki  (лат.) — вид жуков-листоедов (Chrysomelidae) рода Jacobyana из трибы земляные блошки (Alticini, Galerucinae). Африка: Малави.

## Описание
Мелкие жуки (около 3 мм) красновато-коричневого цвета с телом овальной формы (почти эллиптической). Максимальная ширина пронотума у основания 1,38 мм, а у надкрылий она равна 1,80 мм. Голова с возвышающимися лбом и теменем. Обладают прыгательными задними ногами с утолщёнными бёдрами. Усики 11-члениковые (3-й сегмент короче первого). 3-й членик усиков почти равен по длине 4 и 5-му сегментам вместе взятым. Пронотум с щетинконосной порой около середины бокового края. Питаются растениями. Видовое название J. bezdeki дано в честь коллектора J. Bezděk (Чехия), собравшего типовую серию в Африке.